# Vladimir Solodov
Vladimir Viktorovitch Solodov (em russo: Владимир Викторович Солодов; Moscou, 26 de julho de 1982) é um estadista russo. É governador do Krai de Kamchatka desde 21 de setembro de 2020 (tendo atuado interinamente de 3 de abril a 21 de setembro de 2020).
Foi presidente do governo da República de Sakha entre 2018 e 2020. É candidato de ciências políticas desde 2007. Devido ao apoio à invasão russa da Ucrânia e à sua ligação com a deportação ilegal de crianças ucranianas, está sob sanções impostas por todos os países da União Europeia, pelos Estados Unidos e pela Ucrânia.

## Biografia
Solodov nasceu em 26 de julho de 1982, em Moscou. Em 2002, realizou estudos no Instituto de Ciências Políticas de Paris, França (Institut de Sciences Politiques de Paris). Em 2004, formou-se na Faculdade de Administração Pública da Universidade Estatal de Moscou (MGU), onde, entre 2004 e 2007, cursou o doutorado. Em 2007, defendeu a dissertação intitulada "Governo eletrônico como instrumento de transformação da administração pública", obtendo o grau de candidato das ciências políticas.
De 2005 a 2013, dedicou-se à atividade docente e científica na Faculdade de Administração Pública da MGU, passando de assistente a professor associado no Departamento de Teoria e Prática da Administração. Foi diretor do Centro de Novas Tecnologias da Administração Pública, atuando como especialista, organizador de projetos e responsável pela elaboração e implementação de programas de formação para funcionários públicos.
Em 2013, tornou-se chefe do departamento de projetos e práticas da direção "Jovens Profissionais" da Agência para Iniciativas Estratégicas (ASI), onde supervisionava a seleção e o acompanhamento de projetos voltados ao desenvolvimento de quadros profissionais, participando também do lançamento do programa "Educação Global" e da organização de sessões para o desenvolvimento de projetos nas regiões de crescimento acelerado do Extremo Oriente russo.
Em 26 de junho de 2018, foi nomeado presidente interino do Governo da República de Sakha e, em 18 de outubro de 2018, assumiu oficialmente o cargo.

## Como governador de Kamchatka
Em 3 de abril de 2020, Solodov foi nomeado governador interino do Krai de Kamchatka. Em julho de 2020, durante as eleições para o governo regional, foi registrado como candidato independente. Na votação realizada em 13 de setembro de 2020, recebeu 80,51% dos votos, com uma participação de 37,15% do eleitorado registrado, sendo assim eleito já no primeiro turno. A cerimônia de posse ocorreu em 21 de setembro de 2020.
Em agosto de 2023, Solodov visitou territórios ocupados da República Popular de Donetsk e condecorou os militares Sopov e Rau, que atuaram como "soldados modelo": acompanharam o governador em zona de combate e posaram em fotos com ele. Sopov foi destaque em uma reportagem em vídeo do jornal Izvestia, e Solodov lhe entregou pessoalmente um boneco do Cheburashka.
Dois meses depois, Sopov e Rau, então soldados contratados da 155.ª Brigada de Fuzileiros Navais da Frota do Pacífico, cometeram um crime brutal, assassinando uma família de nove pessoas, incluindo duas crianças, o menino Nikita e a menina Nastya. O governo do Krai de Kamchatka não se pronunciou oficialmente sobre o caso.

## Sanções
Em 24 de fevereiro de 2023, o Departamento de Estado dos EUA incluiu Vladimir Solodov na lista de sanções por envolvimento na condução de operações russas e atos de agressão contra a Ucrânia, bem como na administração ilegal de territórios ucranianos ocupados em favor da Federação Russa, em particular por ter convocado cidadãos para a guerra na Ucrânia. Anteriormente, Solodov já havia sido incluído pela Fundação Anticorrupção (FBK) na lista de corruptos e incentivadores da guerra, com recomendação de aplicação de sanções internacionais contra ele.
Em 1 de abril de 2023, foi incluído na lista de sanções da Ucrânia por, na qualidade de chefe de órgão estatal, apoiar, incentivar ou aprovar publicamente a política da Federação Russa voltada para ações militares e o genocídio da população civil ucraniana.
Em 23 de junho de 2023, Solodov foi incluído na lista de sanções de todos os países da União Europeia por apoiar ações que comprometem ou ameaçam a integridade territorial, a soberania e a independência da Ucrânia, além de participar da deportação ilegal de crianças ucranianas para a Rússia:

Na condição de governador do Krai de Kamchatka, Vladimir Solodov colabora com a deportação ilegal de crianças ucranianas. Ele facilita o envio dessas crianças para campos localizados em seu território, sendo um dos altos dirigentes regionais russos envolvidos no processo. Suas ações violam os direitos das crianças ucranianas, a legislação da Ucrânia e seus regulamentos administrativos.— Jornal Oficial da União Europeia, Bruxelas, 23 de junho de 2023
Em 17 de julho de 2023, foi incluído na lista de sanções do Reino Unido por envolvimento no programa do governo russo de deportação forçada e "reeducação" de crianças ucranianas. Pelos mesmos motivos, também está sob sanções impostas pela Austrália.

## Vida pessoal
Solodov declarou um rendimento total de 6 989 413 rublos em 2023, enquanto sua esposa, Rozalia Failevna, declarou em 2022 1 800 000 rublos. O casal tem três filhos. Seu primeiro filho, Trifon, nasceu em 1 de julho de 2020 e se mudou com a família para a Kamchatka pouco tempo depois. Em maio de 2022 nasceu sua filha Marfa e, em novembro de 2024, veio ao mundo a filha mais nova, Pelageya, que foi batizada em fevereiro de 2025 em uma cerimônia familiar.
Além de sua carreira política, Solodov é um pesquisador ativo na área de administração pública. É autor ou coautor de mais de 30 artigos acadêmicos sobre o tema, incluindo títulos como "E‑Government e combate à corrupção" (2006), "Burocracia eletrônica: pós‑burocracia ou super‑burocracia" (2007), "Serviços móveis como instrumento para melhorar a qualidade dos serviços públicos" (2009) e "Modelagem do comportamento do consumidor" (2012).

## Prêmios
- Ordem da Amizade (2013)[29]
- Medalha "Pelo Fortalecimento da Cooperação Militar" (Ministério da Defesa da Rússia, 2024)[30]
- Agradecimento do Governo da Federação Russa (2015)[31]
- Agradecimento da Administração do Presidente da Federação Russa (2017)[32]